# Autorretrato com chapéu de palha (Van Gogh)

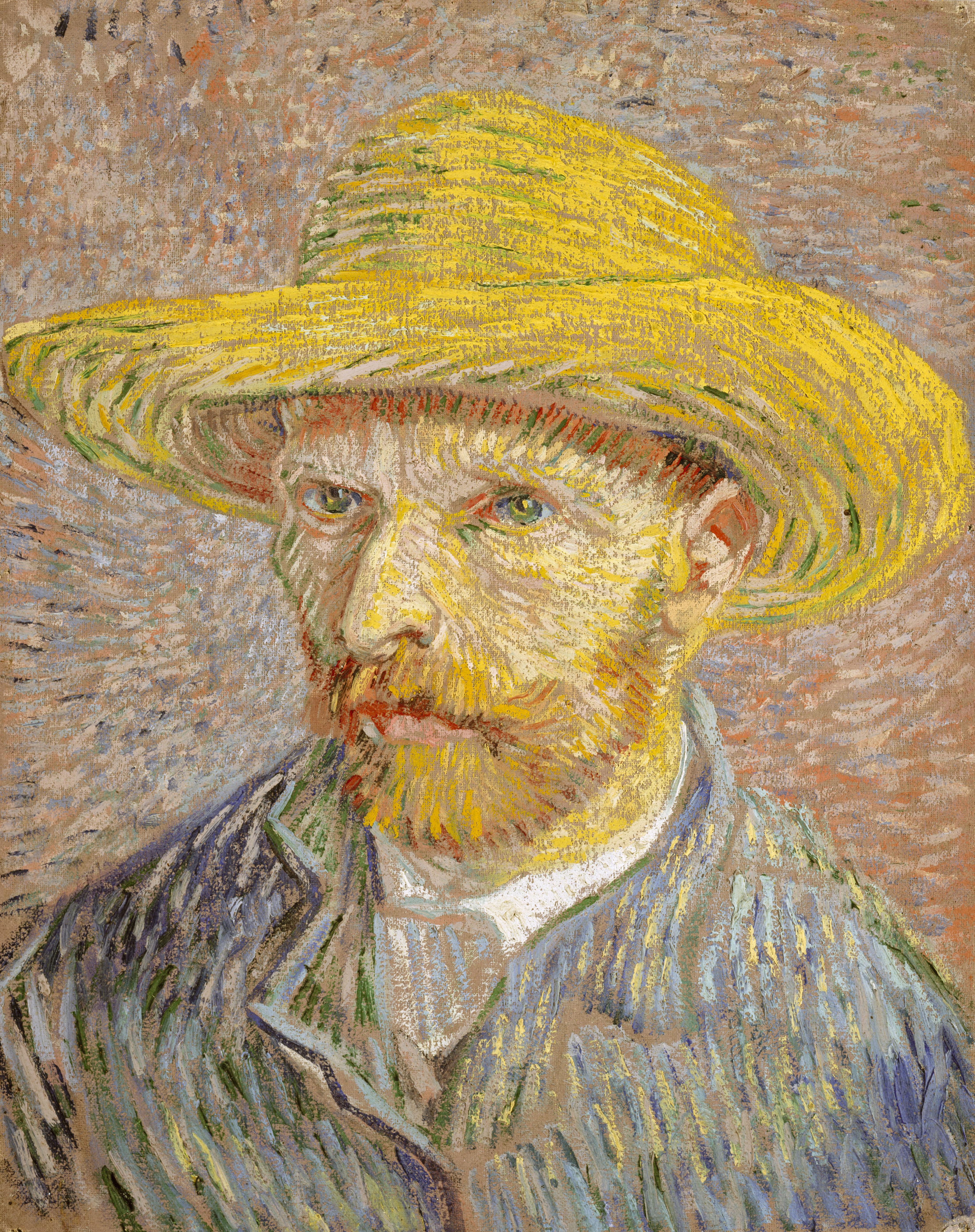
Autorretrato com Chapéu de Palha, Van Gogh, 1887 - Metropolitan Museum of Art

Autorretrato com Chapéu de Palha é um autorretrato pintado a óleo sobre tela do artista holandês Vincent van Gogh datado de 1887 e pertencente, atualmente, ao acervo do Metropolitan Museum of Art, Nova York.
Este autorretrato foi um dos cerca de 32 produzidos ao longo de um período de 10 anos e fazem parte importante de seu trabalho como pintor. Ele pintou a si mesmo diversas vezes porque, normalmente, não tinha recursos para pagar modelos.

## Contexto Histórico
A obra foi executada no período parisiense do artista. Van Gogh mudou-se para Paris em 1886, onde foi fortemente influenciado pelos impressionistas e neoimpressionistas. Durante este período, ele começou a explorar cores mais brilhantes e técnicas mais experimentais, afastando-se das paletas mais escuras que caracterizavam suas primeiras obras. O "Autorretrato com Chapéu de Palha" foi criado em um momento crucial de sua carreira, quando Van Gogh estava absorvendo novas influências artísticas e desenvolvendo seu estilo único.